# クリスティーズ

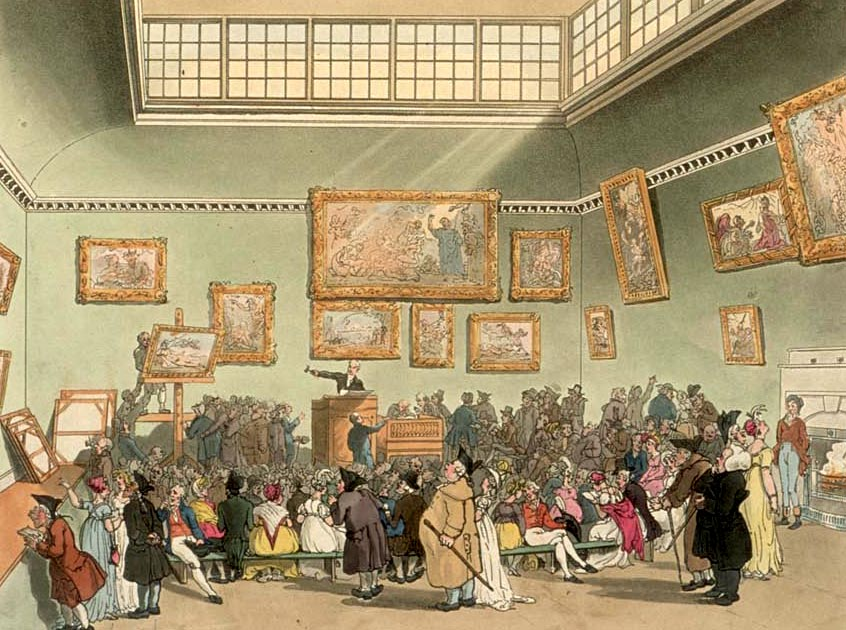
クリスティーズの競売場。ロンドン、1808年頃。

クリスティーズ（英語: Christie's）は、世界中で知られているオークションハウス（競売会社）。1766年12月5日、美術商のジェームズ・クリスティーにより、イギリスの首都ロンドンに設立された。クリスティーズは第一級のオークションハウスとして創立後すぐに名声を確立し、ロンドンがフランス革命後の国際的な美術品貿易の新しい中心地となったことに乗じて成長した。
クリスティーズはかつては公開会社であり、1973年から1999年まで、ロンドン証券取引所に上場していた。1999年、PPR（現;ケリング）会長フランソワ・アンリ・ピノーの所有する投資会社によって買収された。クリスティーズは長年のライバル社であるサザビーズと比べ、より大きな市場占有率を幾年にも亘って保持してきており、収益からみるとクリスティーズ社は現在、世界で最も規模の大きいオークションハウスである。

## 位置
クリスティーズの中心となるロンドン競売場は、1823年よりシティ・オブ・ウェストミンスターのセント・ジェームズ地区、キング・ストリートに位置する。また1975年にはロンドンのサウス・ケンジントンに2番目となる競売場を設立し、初期の頃はカメラ、テディベア、科学系統の器具、玩具、人形などの収集品を扱っていた。このサウス・ケンジントン競売場は、現在世界でも最も活発な競売場の一つである。クリスティーズはニューヨーク、ロサンゼルス、パリ、ジュネーヴ、アムステルダム、ローマ、ミラノ、オーストラリア（2006年4月に閉鎖）、香港、シンガポール、バンコクと、世界中にオークションハウスを持つ。

## 著名なオークション
近年、クリスティーズはパブロ・ピカソ、レンブラント、ダイアナ妃、レオナルド・ダ・ヴィンチ、フィンセント・ファン・ゴッホ、ナポレオン・ボナパルト、マリリン・モンローほか、歴史上の人物に関連した芸術品や個人の財産を競売にかけている。1998年には、ニューヨークにあるクリスティーズ競売場で、所有権をめぐる訴訟が終結した後、著名なアルキメデスのパリンプセストが落札された。
2006年10月、クリスティーズはCBSパラマウント・テレビジョンのスタジオより、正規スタートレックシリーズのアイテム1000点を競売にかけた。新スタートレックとスタートレック ジェネレーションズで実際に使用されている、「U.S.S.エンタープライズ NCC-1701-D」の模型は57万6千ドルで落札された。出品された品目と落札価格のリストは、メモリー・アルファウェブサイトを参照。
また1995年にクリスティーズは、中国・北京で芸術作品を陳列した、最初の国際オークションハウスとなった。

### 日本美術と日本の美術館が関係した著名なオークション
2008年3月に、伝運慶の木造大日如来坐像が、日本古美術オークション史上最高額の1,430万ドル（14億3千万円）で真如苑に落札され話題となった。2011年には狩野内膳工房作の南蛮屏風が478万6500ドル（3億9千万円）で落札され、日本古美術におけるオークション史上2位、日本絵画としては史上最高額を記録。2017年3月には藤田美術館がリニューアル資金獲得のために所蔵していた中国の青銅器や絵画など31点を出品し、29点が東洋美術のオークション史上最高額の総計約300億円で落札された。また、オークションではなくプライベートセール（相対取引）ではあるが、クリスティーズの仲介により、2019年に江戸絵画などからなるプライスコレクションの一部190点が出光美術館に売却された。これらの取引は同社の山口桂が担当したものであり、藤田美術館やジョー・プライスとの交渉の場面はNHK総合のドキュメンタリー番組「プロフェッショナル 仕事の流儀」でも紹介された。

## 価格操作騒動
2000年、クリスティーズともう一つの一流オークションハウスであるサザビーズとの間で、価格操作の取り決めが行われていたという疑惑が浮上した。その後クリスティーズとサザビーズ双方の幹部は、コミッション価格の操作を共謀していたことを認めた。クリスティーズは長期勤務していた従業員の一人が事実を告白し、アメリカ連邦捜査局に捜査協力をした後、刑事訴追を免れた。
その後まもなくしてサザビーズ最高幹部の多くが解雇され、その当時サザビーズの大株主であったA・アルフレッド・タウマンが大部分の責任を負った。

## 事業内容
クリスティーズは大学院修士課程のディプロマ・学位レベルまで、教科コースを直接運営している世界でも唯一のオークションハウスである。1978年に設立された「クリスティーズ・エデュケーション」は、ロンドン、ニューヨーク、パリに拠点を置き、美術への関心と職業的訓練を身につけたいと熱烈に願う人々へ、美術・装飾美術分野の広範囲に亘ったコースを提供する、唯一の国際機関である。従来からある芸術教育課程とクリスティーズの教育とが区別される点は、対象に基礎を置いたその学習への信条にあり、これは好奇心と思考の独立を奨励するものである。クリスティーズ・エデュケーションの同窓生は、主要なオークションハウスでの専門家、学芸員、美術商または美術評論家、美術品保険会社、出版会社、市場取引や美術品管理など、世界中の美術分野の第一線で活躍している。
またクリスティーズ・イメージズはオークションハウスの写真図書館であり、世界中にあるクリスティーズの競売場で落札された品々を表した、数百万点に上る美術品・装飾美術の写真を収蔵している。図書館はニューヨークとロンドンにオフィスを構えており、写真は複製に利用できる。
2022年9月30日には、NFTプラットフォームとしてChristie’s3.0を開設した。

## エピソード
ニューヨークにある競売場、クリスティーズ・ニューヨークの看板は、映画『恋愛適齢期』の製作中、登場する建物外観の撮影シーン用に脚本家ナンシー・マイヤーズによって作られたものである。クリスティーズ側がこの看板を大変気に入り、映画の製作終了後もそのままにしておいてほしいと求めたため、現在もロックフェラーセンターの玄関に残っている。